# Faculdade de Medicina da Universidade do Porto
A Faculdade de Medicina da Universidade do Porto (sigla: FMUP) GOSE é uma faculdade da Universidade do Porto dedicada ao ensino da Medicina.

## História

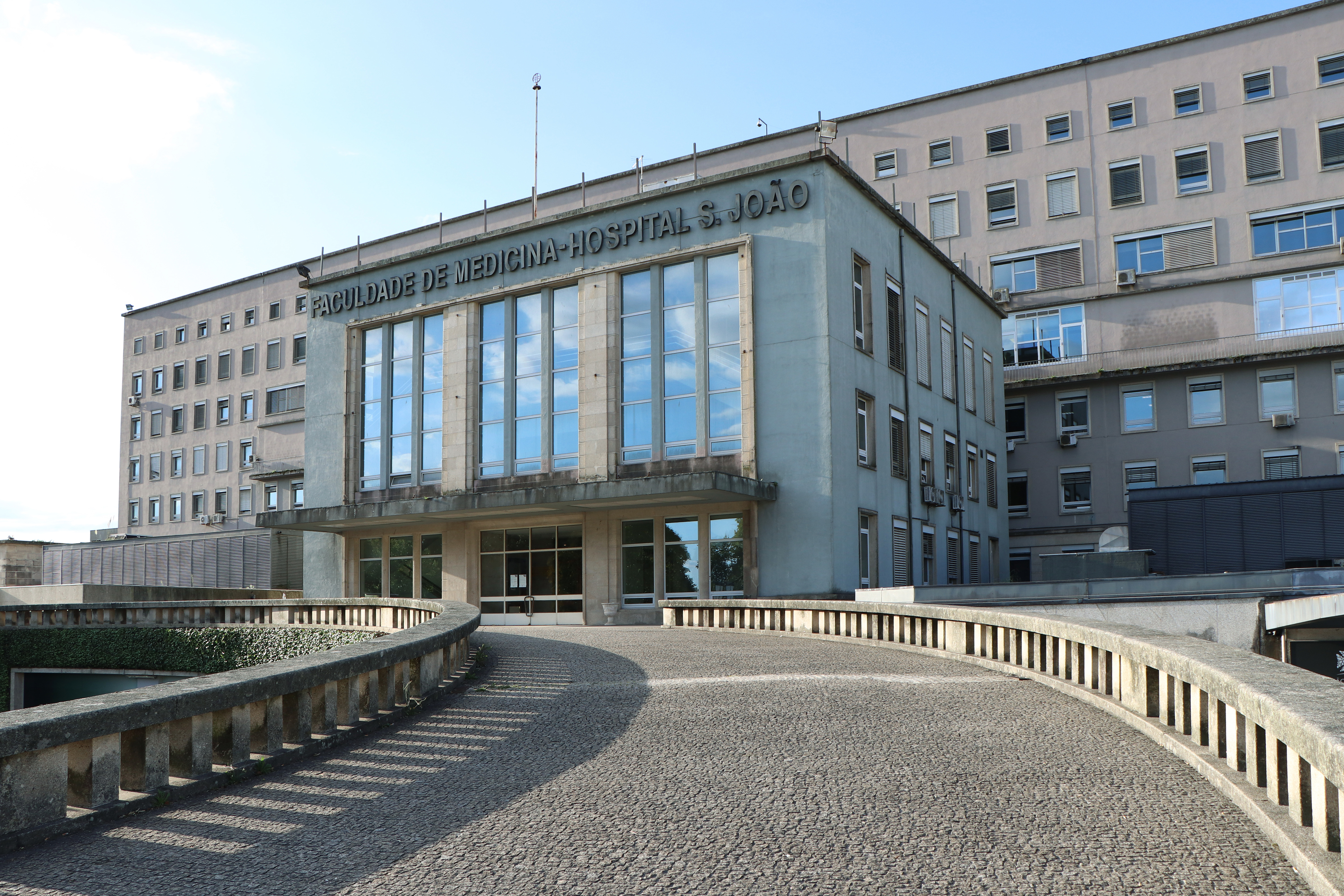
Hospital de São João

A FMUP descende da Régia Escola de Cirurgia do Porto, instituída no ano de 1825 por D. João VI. Mais tarde, em 1883, já instalada em edifício próprio junto ao Hospital de Santo António, onde continuou a decorrer o ensino, passou a denominar-se Escola Médico-Cirúrgica do Porto.
Foi apenas em 1911, com a criação da Universidade do Porto, que a escola foi nela integrada como Faculdade de Medicina da Universidade do Porto, continuando a utilizar as instalações junto ao então designado Hospital de Santo António.
A 24 de junho de 1959 ocorreu a transferência de toda a escola para a área da Asprela, onde foi construído o edifício hoje ocupado pela FMUP conjuntamente com o Hospital, conhecido na época como Hospital Escolar de S. João e hoje denominado Centro Hospitalar Universitário de São João.

## Ensino
Visando tanto a formação científica, tecnológica e humanística de médicos e de outros profissionais de saúde, como a melhoria da saúde da população, esta Faculdade atrai todos os anos centenas de estudantes que aqui vêm frequentar o Mestrado Integrado em Medicina (MMED), bem como outros cursos de pós-graduação, nomeadamente Mestrados (2.º Ciclos de Estudos) e Programas Doutorais (3.º Ciclo de Estudos).
Paralelamente, a FMUP investe na dinamização dos cursos de especialização, estudos avançados e educação contínua, presenciais e online, disponibilizando programas de formação que vão ao encontro das necessidades crescentes de diversos públicos-alvo, designadamente médicos e outros profissionais de saúde, interessados na atualização e aprofundamento de conhecimentos ou na sua valorização.

## Investigação
A FMUP posiciona-se num lugar de vanguarda na translação e na investigação clínica, em Portugal, promovendo um diálogo dinâmico entre Ciências Básicas e Clínicas, entre as Ciências de Dados e a Saúde.
Entre 2015 e 2020, foram financiados centenas de projetos da FMUP em concursos competitivos, num total de 28,4M€. A Faculdade de Medicina promoveu ainda 250 ensaios clínicos e produziu cerca de 6 mil artigos em revistas indexadas na WoS, tendo as suas publicações agregado mais de 56 mil citações.
Entre as várias áreas científicas destacam-se as Doenças Cardiovasculares, Gastroenterologia, Oncologia, Neurociências e Alergologia, pela quantidade e qualidade da produção científica.
Esta Faculdade beneficia ainda da integração de duas conceituadas Unidades de I&D – o CINTESIS – Centro de Investigação em Tecnologias e Serviços de Saúde e a UnIC - Unidade de Investigação e Desenvolvimento Cardiovascular –  e da existência de um Laboratório Associado com características únicas – o RISE – Rede de Investigação em Saúde.

## Membros ilustres[5]
Pela FMUP passaram já numerosos alunos e professores, tendo alguns deles vindo a tornar-se figuras ilustres no País seja como clínicos, como investigadores e mesmo como personalidades ativamente intervenientes na vida pública e social, como por exemplo:

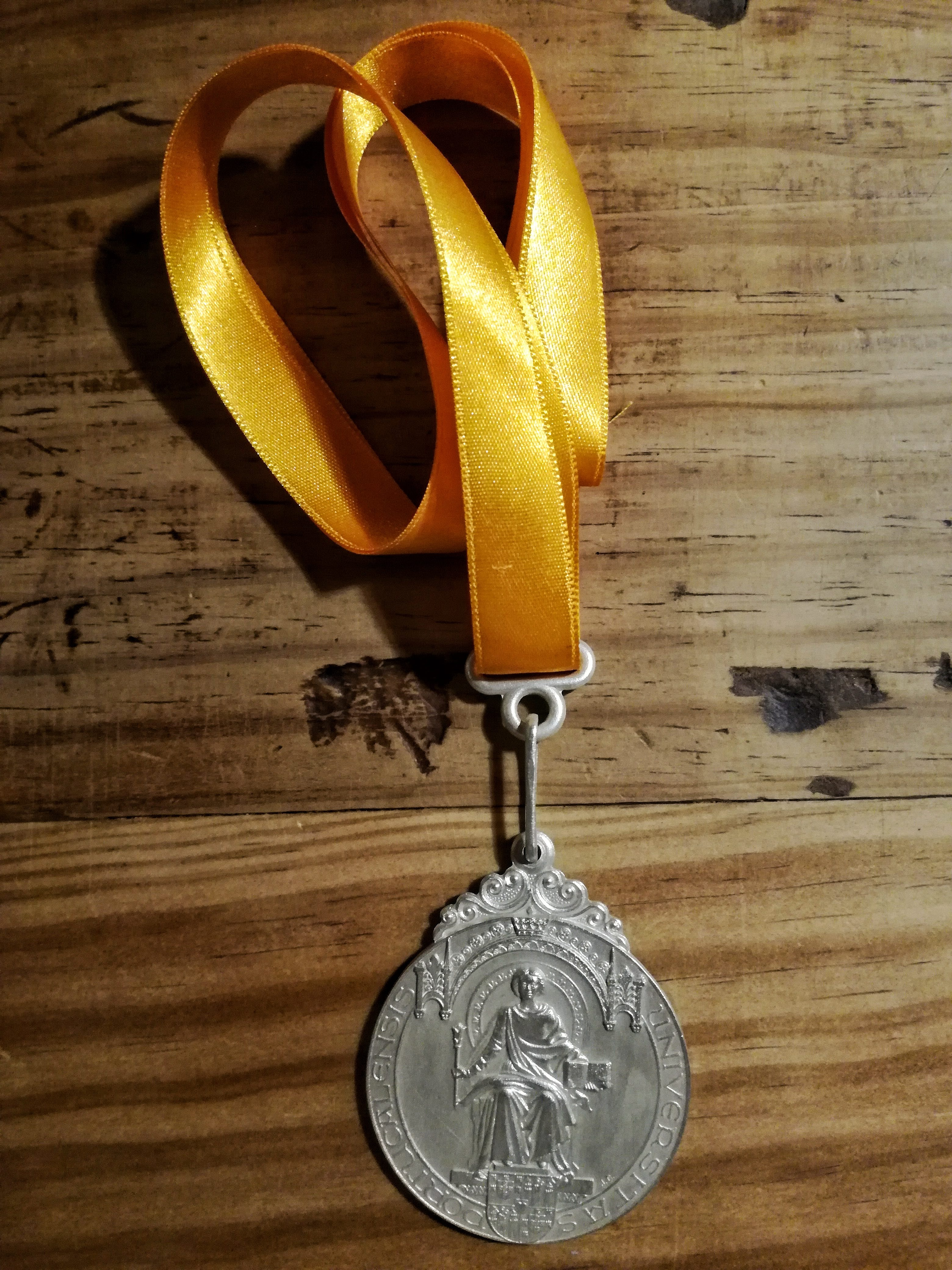
Medalha atribuída aos alunos do Ilustre Curso 13-19. "Os próximos não receberão umas tão grandes"

- Abel Salazar
- António Plácido da Costa
- Aurélia de Moraes Sarmento
- Camilo Castelo Branco
- Curso 13-19
- Daniel Serrão
- Fátima Carneiro
- Guilhermina de Moraes Sarmento
- Júlio Dinis
- Manuel José Oliveira
- Manuel Sobrinho Simões
- Maximiano Lemos
- Oliveira Monteiro
- Óscar Moreno
- Ricardo Jorge
- Walter Friedrich Alfred Osswald

## Departamentos Académicos da Faculdade
- Departamento de Biomedicina
- Departamento de Ciências da Saúde Pública e Forenses, e Educação Médica
- Departamento de Cirurgia e Fisiologia
- Departamento de Ginecologia-Obstetrícia e Pediatria
- Departamento de Medicina
- Departamento de Medicina da Comunidade, Informação e Decisão em Saúde
- Departamento de Neurociências Clínicas e Saúde Mental
- Departamento de Patologia

## O reconhecimento dos serviços prestados ao país
A 6 de Fevereiro de 1928, a Faculdade de Medicina da Universidade do Porto foi agraciada Grande-Oficial da Ordem Militar de Sant'Iago da Espada.